# Знахарь (фильм, 1981)
«Зна́харь» (пол. Znachor) — фильм польского режиссёра Ежи Гофмана, премьера которого состоялась 12 апреля 1982 года. Вторая экранизация одноимённого романа 1937 года польского писателя Тадеуша Доленги-Мостовича (первая вышла на экраны в 1937 году под названием «Знахарь», в 1938 году вышла вторая часть трилогии — фильм «Профессор Вильчур», а в 1939—1942 годах её окончание — «Завещание профессора Вильчура»).

## Сюжет
Межвоенная Польша. Со знаменитым хирургом и профессором Рафалом Вильчуром происходит трагедия, в корне изменившая всю его жизнь. В восьмую годовщину своей свадьбы Вильчур неожиданно узнаёт, что его любимая жена Беата, полюбив другого, уехала и забрала их маленькую дочку Марысю. Рафал не находит в себе сил справиться с горем и в тот же вечер идёт в кабак залить горе вином. Встретив местного выпивоху, профессор пьёт с ним весь вечер, а когда приходит время расплачиваться, Вильчур неосмотрительно демонстрирует жуликоватому хозяину лавки богатое содержимое своего бумажника, невольно провоцируя нечистого на руку пройдоху и его шайку на разбой. Усадив пьяного Рафала в пролётку, бандиты скрываются во тьме ночного города.
Придя в сознание, профессор обнаруживает, что он лежит на свалке за городом без денег, документов и верхней одежды. Он не может вспомнить своего имени и прежней жизни.
Поскольку Вильчур не помнит, кто он, и у него нет документов, ему приходится бродяжничать. Прожив несколько лет в скитаниях и горе, однажды в полицейском участке он крадёт документы на имя Антония Франтишека Косибы и с тех пор живёт под этим именем.
Как-то раз, в одном из сёл Антоний находит приют и работу в семье зажиточного православного мельника Прокопа, чей сын Василь, после несчастного случая несколькими месяцами ранее, стал инвалидом по вине лживого и безответственного местного доктора Павлицкого, который после перелома ног неправильно срастил Василю кости. Антоний не помнит себя, но чувствует, что наделён способностями помогать больным людям. Сделав операцию с помощью примитивных нехирургических инструментов, Косиба излечивает парня и, отказавшись от крупной суммы в золоте, предложенной за лечение сына отцом, становится полноправным членом их семьи. Известность доброго и отзывчивого деревенского лекаря растёт, молва о знахаре, не берущего за свои услуги денег, расходится по всей округе и больные толпами сходятся к дому Прокопа.
Неподалёку от мельницы в городской лавке, где Антоний обычно покупает табак, работает молодая скромная продавщица Марыся, напоминающая знахарю кого-то из бывших знакомых. Косиба испытывает к Марысе глубокую симпатию. Однажды он случайно слышит знакомую мелодию из прошлого, которую напевает девушка, и смутно начинает что-то припоминать.
Вскоре к Косибе приходит тот самый доктор Павлицкий, некомпетентность и непрофессионализм которого сделали сына мельника калекой. Павлицкого раздражает тот факт, что Антоний стал популярен как чудотворец, ведь теперь вся округа едет к нему лечиться. Павлицкий требует от знахаря прекратить свою деятельность, угрожая в противном случае засадить его в тюрьму за отсутствие диплома доктора и мнимую антисанитарию, но Косиба отказывается, указывая на то, что помощь больным — его призвание, а тюрьма его не страшит. Озлобленный врач уходит и на улице сталкивается с совершенно здоровым и подвижным Василем, который рассказывает Павлицкому, каким образом Антоний сумел его вылечить; это неприятно удивляет доктора, но он, сдерживая негодование, сухо поздравляет Василя с выздоровлением и уезжает.
В Марысю влюбляется молодой, красивый и обаятельный, но немного надменный граф Лешек Чиньский, который, несмотря на явное недовольство своих родителей выбором сына, проводит почти всё время в маленьком магазинчике, стараясь произвести впечатление на девушку. Марыся, отвечая взаимностью на чувства Лешека, но понимая, что её положение бедной сироты и обычной продавщицы деревенского магазинчика является преградой на пути к семейному счастью, просит его больше не приезжать к ней, ведь люди уже начинают шептаться за спиной и показывать на неё пальцем, отпуская гадости в её адрес и настраивая хозяйку против Марыси. Её знакомый Зенек, сын трактирщика, который ранее тоже пытался ухаживать за Марысей и был обозлён её отказом, пытается оскорбить девушку в парке, наговаривая на неё в окружении своих подвыпивших друзей, но Лешек задаёт ему хорошую взбучку за непотребные шутки в адрес Марыси и после этого решительно делает ей предложение руки и сердца, а также объявляет ей о том, что она больше не будет работать в магазине.
Обиженный Зенек решает отомстить Марысе и, изрядно напившись, подстраивает аварию на мосту, в которую попадают ехавшие на мотоцикле Марыся и Лешек; в итоге девушка получает тяжелейшую черепно-мозговую травму. Наблюдавший за своей местью из-под моста и вмиг протрезвевший при виде этого ужасного зрелища горе-ухажёр сразу отвозит пострадавших к Антонию за помощью; вскоре туда же прибывают доктор Павлицкий и родители Лешека — граф и графиня Чиньские. Павлицкий решает не оказывать Марысе никакой помощи; лишь мельком взглянув на неё, он заявляет, что состояние девушки безнадёжно и она скоро умрёт, и сам пытается оказывать медпомощь только Лешеку. Но Антоний уже сделал всё необходимое для первой помощи Лешеку и теперь тот спокойно спит. Родители Чиньского (который отделался лишь переломом левой руки, сотрясением мозга и несколькими царапинами) увозят сына вместе с доктором. Антоний, поняв, что доктор попросту бросает Марысю без помощи, просит сделать ей операцию, уверяя, что пострадавшую ещё можно спасти при наличии специальных инструментов, но Павлицкий небрежно отказывает знахарю, лишь сделав Марысе укол для поддержания работы сердца. Антоний не может смириться с этим и, пока все были заняты переносом Лешека в машину, тайком забирает медицинские инструменты Павлицкого, фактически украв их. По дороге Лешек просыпается и сразу спрашивает о Марысе, но его мать, будучи уверенной, что его отношения с Марысей были лишь мимолётным увлечением, сообщает сыну, что его девушка погибла в аварии. Антоний в это же время всё же делает Марысе операцию, которая проходит успешно, и выхаживает её. Девушка поправляется и остаётся жить в семье мельника Прокопа.
Доктор Павлицкий вскоре замечает пропажу инструментов и инициирует уголовное расследование, в результате которого Антония быстро отдают под суд и приговаривают к трём годам лишения свободы. Марыся после выздоровления продолжает жить в доме мельника, но упрёки со стороны Сони, невестки Прокопа, вынуждают её принять решение уехать из села в поисках лучшей доли и она начинает собирать вещи для отъезда. В этот же момент Лешек возвращается из-за границы после курса лечения. Не зная о том, что Марыся жива, он, мучимый невыносимой любовью, решает застрелиться из револьвера на её могиле, но в последний момент, узнав от дворецкого, что произошло на самом деле и поняв, что родители солгали ему насчёт смерти Марыси, Лешек спешит в село, чтобы увидеть Марысю, и успевает в самый последний момент.
Теперь Марыся и Лешек решают сделать всё возможное для освобождения Антония из тюрьмы. Из Варшавы на новый судебный процесс в качестве эксперта приглашают авторитетного хирурга Добранецкого, который оказывается бывшим учеником профессора Рафала Вильчура. Его одолевают сомнения по поводу истинной личности знахаря Косибы и мучает некий внутренний конфликт от риска потери своего места лучшего специалиста всей страны в случае признания личности и возвращения во врачебный мир его учителя; между тем, независимо давая оценку проведённым операциям, он честно заявляет, что все они были сделаны на очень высоком профессиональном уровне. Павлицкий в ходе допросов также вынужден признать, что деятельность знахаря никому не нанесла вреда. Наконец слово в суде официально предоставляется свидетельнице, громко называющей своё имя и фамилию — Мария Иоланта Вильчур, известной до этого момента всем её окружавшим только под именем Марыся. Едва услышав фамилию девушки, Антоний внезапно окончательно вспоминает своё прошлое и понимает, что перед ним его родная дочь. Такая эмоциональная реакция знахаря на произнесённую девушкой её фамилию быстро развеивает сомнения и нерешительность Добранецкого, который тут же заявляет судьям и всему залу, что перед ними не кто иной, как известный хирург и профессор Рафал Вильчур.
В итоге суд выносит Рафалу оправдательный приговор. В последней сцене показано, как Рафал, Марыся и Лешек приносят цветы на могилу бывшей жены Рафала и матери Марыси — Беаты, умершей от простуды ещё во времена скитаний беспамятного профессора.

## В ролях
- Ежи Бинчицкий — хирург и профессор Рафал Вильчур, он же бродяга Юзеф Борода, он же знахарь Антоний Франтишек Косиба, отец Марыси (озвучивал Николай Граббе)
- Анна Дымна — Мария Иоланта Вильчур (Марыся), дочь Рафала, возлюбленная (в конце фильма — невеста) Лешека (озвучивала Ольга Гобзева) / Беата Вильчур, жена Рафала (фотография) (озвучивала Ольга Гаспарова)
- Томаш Стокингер — Лешек Чиньский, граф, поклонник (в конце фильма — жених) Марыси (озвучивал Алексей Золотницкий)
- Игор Смяловский — граф Чиньский, отец Лешека (озвучивал Владимир Балашов)
- Мария Хомерская — Элеонора Чиньская, графиня, мать Лешека (озвучивала Антонина Кончакова)
- Бернард Ладыш — мельник Прокоп (озвучивал Алексей Сафонов)
- Ирена Буравская — жена Прокопа
- Артур Барцись — Василь, сын Прокопа (озвучивал Александр Рыжков)
- Ирина Ожеховская-Пескова — Ольга, дочь Прокопа
- Божена Дыкель — Соня, вдова, жена среднего сына Прокопа (озвучивала Лариса Данилина)
- Пётр Грабовский — Зенек (озвучивал Михаил Кокшенов)
- Пётр Фрончевский — хирург Добранецкий, ученик профессора Вильчура (озвучивал Эдуард Изотов)
- Анджей Копичиньский — доктор Павлицкий (озвучивал Игорь Ясулович)
- Ежи Треля — Самуэль Обедзиньский (озвучивал Сергей Яковлев)
- Ежи Блёк — чиновник Кундейко (озвучивал  Вадим Захарченко)
- Анджей Красицкий — судья
- Анджей Шалявский — судья (озвучивал Константин Тыртов)
- Юзеф Збируг — прокурор
- Аркадиуш Базак — прокурор (озвучивал Феликс Яворский)
- Казимеж Ивиньский — адвокат (озвучивал Алексей Алексеев)
- Войцех Пилярский — адвокат (озвучивал  Олег Голубицкий)
- Густав Люткевич — начальник полиции
- Чеслав Богданьский — полицейский (озвучивал Виктор Филиппов)
- Стефан Паска — Збышек, работник Прокопа
- Богуслав Сохнацкий — шинкарь
- Войцех Загурский — дворецкий Чиньских
- Мария Клейдыш — горничная
- Юлиуш Любич-Лисовский — дворецкий Вильчура
- Влодзимеж Адамский — друг Зенека
- Ежи Роговский — друг Зенека
- Юзеф Гжещак — житель Радлишек (в титрах не указан)
- Барбара Валкувна
- Тадеуш Теодорчик
- Ежи Брашка

## Съёмочная группа
- Сценаристы: Яцек Фуксевич, Ежи Гофман.
- Режиссёр: Ежи Гофман.
- Оператор: Ежи Госьцик.
- Композитор: Пётр Марчевский.
- Художники: Тереза Смус, Ежи Шеский.

## Русский дубляж
Фильм дублирован на киностудии «Мосфильм» в 1983 году.
- Режиссёр дубляжа — Евгений Ильинов.
- Звукооператор — Юлия Булгакова.
- Автор литературного перевода — Нина Забродина.
- Редактор — Раиса Лукина.

Дубляж отличается некоторыми неточностями (по-видимому, из-за цензуры — они в основном бывают в моментах, где упоминаются Бог и религия). Самый очевидный момент — в эпизоде, где Марыся после операции приходит в сознание, Антоний-Рафал встаёт на колени и говорит: «Dzięki Ci Boże, Dzięki Ci Boże» (Спасибо Тебе, Боже), в дубляже — «Я сумел. Я спас её».

## Прокат в СССР
В 1983 году фильм вышел в кинопрокате СССР и его посмотрели 41,1 млн человек.